# Толкатель
Толкатель — элемент газораспределительного механизма, совершающий прямолинейное движение. В двигателях внутреннего сгорания передаёт движение от кулачков распределительного вала к клапанам.

## Паровые машины
Термин впервые появился как часть клапанного механизма паровой машины Томаса Ньюкомена, предшественника парового двигателя. Первые двигатели Ньюкомена имели механические клапаны, но в течение нескольких лет, с 1715 года, эта задача была автоматизирована. Двигатель получил вертикальный стержень, регулируемые блоки или «толкатели» крепились к этому стержню и, с перемещением поршня вверх и вниз, толкатели прижимают длинные рычаги или «рога», прикреплённые к клапанам двигателя. Подобным образом работали и другие паровые машины.

## Двигатель внутреннего сгорания
Термин толкатель широко используется по отношению к двигателям внутреннего сгорания, но нечётко. Чаще всего с ним сталкиваются при выставлении тепловых зазоров в системе привода клапана.
Строго говоря, толкатель представляет собой элемент, работающий в паре с распределительным валом на перемещение по вертикали под действием вращающегося кулачка. Толкатель расположен над кулачками распредвала, у двигателей с верхним расположением клапанов это место находится в блоке цилиндров. Оттуда, толкателем до верхней части двигателя движение передаётся через длинную тонкую штангу на коромысла, которые непосредственно действуют на клапана.

## Другое применение
Термин также используется, для компонентов систем клапанов других машин, в частности, клапанов в пневматических цилиндрах. В случае, когда движение возвратно-поступательное, например, у перфоратора, клапан может двигаться по инерции.

## Галерея
- Регулируемый блок (толкатель) на вертикальном стержне парового двигателя водокачки, действует на изогнутый рожок под ним
- Клапанный механизм: распредвал расположен справа снизу, а толкатели находятся над с ним
- ГБЦ Ford CVH с клапанами, рокерами и гидравлическими толкателями
- Двигатель с боковым клапаном
- Одновальная головка с толкателем
- Одновальная головка с рокерами
- Толкатель пневматического перфоратора